# Municipio de Amity (condado de Berks)
El municipio de Amity (en inglés, Amity Township) es un municipio del condado de Berks, Pensilvania, Estados Unidos. Tiene una población estimada, a mediados de 2022, de 13 391 habitantes.

## Geografía
Está ubicado en las coordenadas 40°17′29″N 75°44′47″O / 40.29139, -75.74639 (40.291493, -75.746312).

## Demografía
Según el censo de 2000, en ese momento los ingresos medios de los hogares eran de $59,595 y los ingresos medios de las familias eran de $67,069. Los hombres tenían ingresos medios por $47,002 frente a los $31,389 que percibían las mujeres. Los ingresos per cápita eran de $24,652. Alrededor del 4.8% de la población estaba por debajo de la línea de pobreza.
De acuerdo con la estimación 2017-2021 de la Oficina del Censo, los ingresos medios de los hogares son de $104,824 y los ingresos medios de las familias son de $121,452. Alrededor del 11.8% de la población está por debajo de la línea de pobreza.